# Aristeu d'Esparta
Aristeu d'Esparta (en llatí Aristeus, en grec antic Αρισται̂ος "Aristaios") fou un comandant militar grec (espartà) que va participar en la guerra del Peloponès. El menciona Tucídides a les accions que es van produir l'any 423 aC.